# Amedeo Guarnieri
Amedeo Guarnieri (Roma, 4 dicembre 1890 – Milano, 5 luglio 1949) è stato un calciatore e arbitro di calcio italiano.

## Biografia

### Calciatore
Ha iniziato a giocare al calcio nell'Insubria Goliardo, una società di Milano poi fusasi con l'A.C. Enotria per diventare nel 1918 l'Enotria Goliardo.
Passato al Milan nel 1915, con i rossoneri ha disputato la "Coppa Federale 1915-1916" disputando una sola partita del 16 gennaio 1916 US Milanese-Milan (2-3).

### Arbitro
Nel primo dopo guerra Amedeo supera l'esame di abilitazione ed inizia ad arbitrare, iniziando così la carriera di arbitro nel 1920. Nel 1923 la Commissione Sportiva della Lega Nord lo promuove ad arbitro federale abilitandolo alla direzione delle gare di Prima e Seconda Divisione.
L'esordio nel massimo campionato avviena a Casale Monferrato il 14 ottobre 1923 nella partita Casale-Sampierdarenese (1-0).
Dalla stagione 1923-1924 alla stagione 1925-1926 in Prima Divisione dirige 13 partite. Dalla stagione 1926-1927 al 1928-1929 in Divisione Nazionale dirige 22 incontri.
Fu fra i fondatori del Gruppo Arbitri "Umberto Meazza" di Milano, istituito la serata di mercoledì 23 novembre 1927.
Dal campionato 1929-1930, primo anno della Serie A dopo la riforma dei campionati, dell'ultima riforma del massimo campionato alla stagione 1932-1933, dirige 45 partite nella massima serie italiana.
L'ultimo incontro diretto in Serie A è stato il derby romano del 26 marzo 1933 Roma-Lazio (3-1).
È stato sepolto al Cimitero Maggiore di Milano; in seguito i suoi testi sono stati tumulati in una celletta.